# Nørre Sandager Sogn

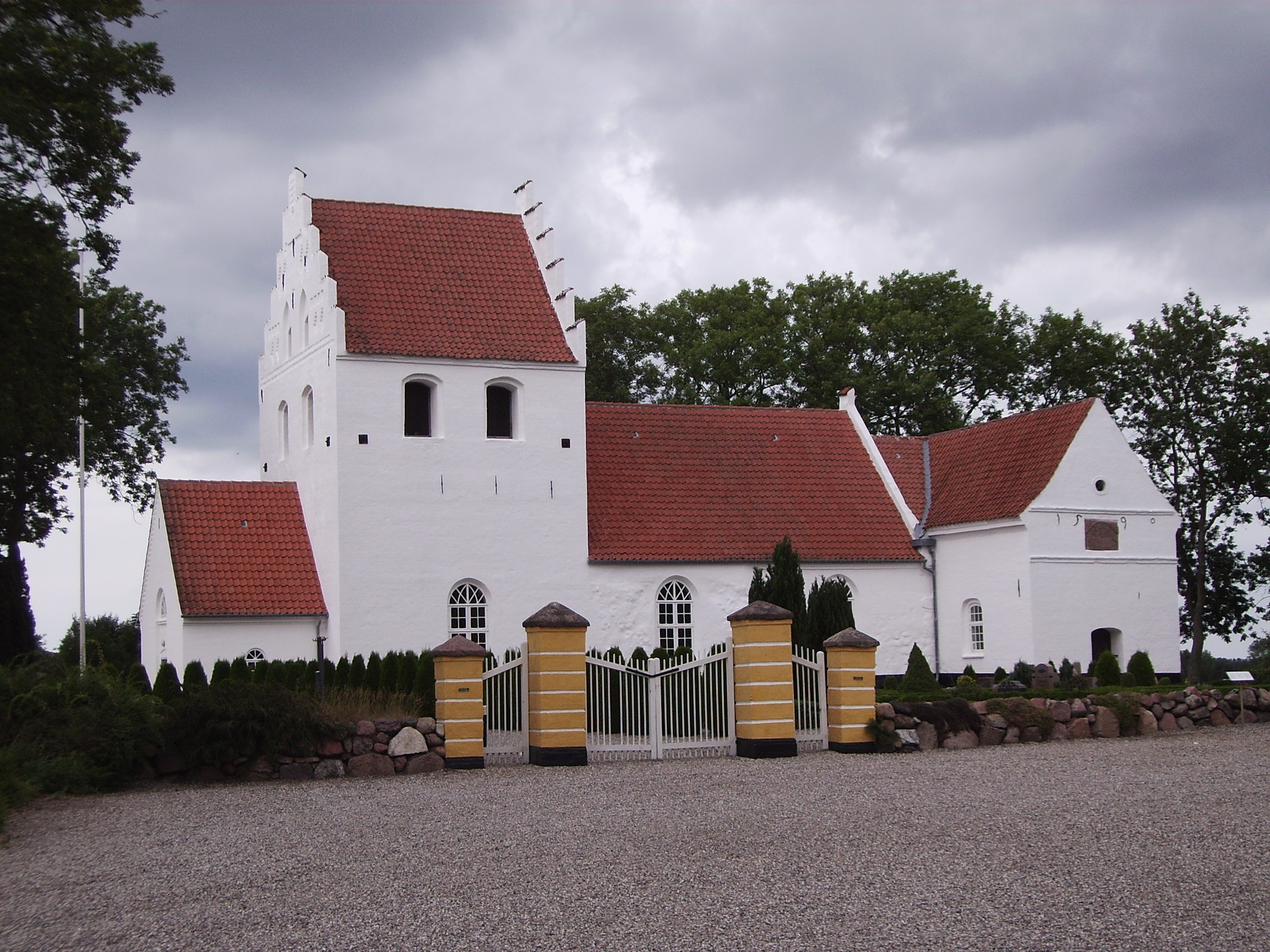
Nørre Sandager Kirke

Nørre Sandager Sogn ist eine Kirchspielsgemeinde (dän.: Sogn)
auf der Insel Fyn (dt.: Fünen)
im südlichen Dänemark. Bis 1970 gehörte sie zur Harde Skovby Herred im damaligen Odense Amt, danach zur Bogense Kommune im Fyns Amt, die im Zuge der Kommunalreform zum 1. Januar 2007 in der Nordfyns Kommune in der Region Syddanmark aufgegangen ist.
Im Kirchspiel leben 223 Einwohner (Stand: 1. Januar 2023). Im Kirchspiel liegt die Kirche „Nørre Sandager Kirke“.
Nachbargemeinden sind im Nordosten Klinte Sogn, im Osten Grindløse Sogn, im Südosten Melby Sogn, im Süden Ejlby Sogn, im Südwesten Guldbjerg Sogn und im Westen Skovby Sogn und Bogense Sogn.